# Konflikt (radioprogram)
Konflikt är ett fördjupande utrikesmagasin som sänds en timme i Sveriges Radio P1. Det produceras av Ekoredaktionen. Programmet beskriver sig som "en glimt av de stora skeendena, som de syns i gränslandet mellan världspolitiken och svensk vardag". Konflikt startades år 2004 av utrikeskorrespondenten Cecilia Uddén..

## Uppmärksammade program
Konflikt blir regelbundet citerat i andra svenska medier och skapar ofta debatt. 2006 hotades programmet av nedläggning och 50 kända diplomater, forskare och författare krävde i ett upprop att det skulle räddas.
2009 skapade ett Konflikt-program om Stockholmsförorten Rinkeby debatt. Journalisten Amun Abdullahi på SR Internationals somaliska redaktion i Stockholm hade avslöjat att en ledare på en fritidsgård i Rinkeby rekryterade ungdomar till al-Shabaab vilket resulterade i ett mindre inslag på somaliska och senare även en större granskning tillsammans med reportern Kajsa Norell på Ekot som sändes i november 2009 och fick stor uppmärksamhet. I april 2010 sände Konflikt programmet "Bakom rubrikerna i Rinkeby" av Randi Mossige-Norheim där uppgifterna om al-Shabaabs rekrytering, och även uppgifter från TV4:s Kalla fakta, avfärdades som hörsägen och rykten. Programmet ifrågasatte också att någon svensk-somalier hade dödats i Somalia i strid för al-Shabaab. Senare offentligt material från Säpo styrkte Abdullahis och Norells rapportering i Ekot.
Konflikts redaktion hade, innan sitt program, själva gjort ett reportage om al-Shabaab med en intervju med en ung man som inte såg någon framtid i Sverige, men valde att inte sända det.
Konflikt har även fått uppmärksamhet internationellt. I april 2018 plockade medier i Taiwan upp delar av avsnittet "Kina och underkastelsen" som beskrev "Kinas hårda vilja och omvärldens beredskap att underkasta sig den". I det efterföljande programmet "Kina och Faktakontrollen" fick Kinas ambassadör i Sverige Gui Congyou bemöta kritiken mot Kinas agerande bland annat när det gäller den fängslade svenska medborgaren Gui Minhai och ambassadören varnade då den svenska regeringen för att pressa på för att få honom frisläppt.

## Ifrågasatt objektivitet
I juni 2015 presenterade Eli Göndör och Timbro rapporten "Medieskuggans dunkla vrår". Göndör kritiserade programmet för att före den arabiska våren ha placerat för stor vikt på USA och för lite på mellanöstern. Han menade att rapporteringen strax efter den arabiska våren inledningsvis var initierad och kunnig för att senare återgå till att vara tillrättalagd med ideologiska raster över sig. Att vissa länder i mellanöstern nästan aldrig framstår som protagonister i sitt eget öde utan istället verkar styras från någon annanstans och att offer för brott mot mänskliga rättigheter inte framstår som relevanta då det snarare kommer att handla om utövaren.
Vid presentationen av rapporten kritiserade Erik Helmerson programmet för att vara tendentiöst lutandes åt vänster. Helmerson tillstod i en debattartikel att han själv inte lyssnat på programmet sedan flera år tillbaka men ansåg att det var "en portion kall skuldgröt levererad till varje lördagsfrukost". Negar Josephi, som tidigare arbetat på Konfliktredaktionen och som hade jobbat flera år på Sveriges Radio, kritiserade även hon programmet för att utskilja sig från andra program av Ekot och vara vänsterorienterat. Gruppchefen för Ekoredaktionens helgprogram höll inte med och i ett inlägg på Ekoredaktionens blogg sade hon sig ha inlett en dialog med Josephi.

## Tidigare medarbetare
- Cecilia Uddén (programledare)
- Kajsa Boglind (programledare)
- Agneta Ramberg
- Mikael Olsson Al Safadi
- Randi Mossige Norheim
- Kim Wall (frilansreporter)[15]
- Negar Josephi